# Kompozycja suprematyczna: białe na białym
Kompozycja suprematyczna: białe na białym (ros. Белое на белом, ang. Suprematist Composition: White on White) – obraz olejny namalowany w 1918 przez rosyjskiego malarza suprematycznego Kazimierza Malewicza, obecnie w zbiorach Museum of Modern Art w Nowym Jorku.

## Historia i opis
Obraz Białe na białym Malewicz namalował w rok po rewolucji październikowej. Dzieło przedstawiające biały kwadrat na białym tle stanowi jego szczytowe osiągnięcie i zarazem zamknięcie okresu malowania obrazów z jedną figurą jako głównym tematem. Artysta opisywał swoją teorię estetyczną, znaną jako suprematyzm, jako „supremację czystego uczucia lub percepcji w sztuce malarskiej”. Uważał, iż rewolucja rosyjska utorowała drogę do nowego społeczeństwa, w którym materializm ostatecznie doprowadzi do duchowej wolności.
Surowy obraz Białe na białym należy do najbardziej radykalnych obrazów, namalowanych przez Malewicza w tamtym okresie, nie jest on jednak bezosobowy, jako że ślad ręki artysty widoczny jest w fakturze farby i subtelnych odcieniach bieli. Niewyraźne zarysy asymetrycznego kwadratu stwarzają raczej poczucie nieskończonej przestrzeni, niż konkretnych granic. Kombinacja bieli z bielą nie tworzy tu żadnego kontrastu, nie jest też estetycznym ani mistycznym ideałem. Biały kwadrat jest lekko pochylony i sprawia wrażenie szybującego w stanie nieważkości; nie wydaje się on być ani tworem pierwszoplanowym, ani tłem, ale unosi się niczym nicość w nicości.

## Interpretacja
Malewicz był jednym z pierwszych artystów tworzących dzieła zrywające z przedstawianiem świata widzialnego. W obrazie Białe na białym widać, jak przesuwa on granice możliwości abstrakcji. Biała forma szybuje na białej przestrzeni na samym progu widzialności, a kolor jest tu zminimalizowany, choć nadal obecny. Minimalizując rolę koloru, artysta skupił się faktycznie na istocie obrazu. Można dostrzec, iż użyte zostały tu dwa różne odcienie bieli, która stała się sposobem odlotu. Szybowanie kwadratu stanowiło wyraz fascynacji Malewicza nowymi zdobyczami techniki, a zwłaszcza samolotem, narzędziem pozwalającym człowiekowi oderwać się od ziemi. Artysta studiował fotografię lotniczą i chciał w swoim obrazie stworzyć poczucie unoszenia się i transcendencji. Biel była dla niego kolorem nieskończoności i oznaczała sferę wyższych uczuć.
Malując obraz, Malewicz zrezygnował z wykorzystania perspektywy, tradycyjnego narzędzia tworzenia iluzji głębi przestrzennej w dziele sztuki, choć pozostał tu pewien rodzaj zmysłu przestrzennego, stworzonego przez pochylenie kwadratu ku centrum kompozycji oraz przez sposób, w jaki kwadrat został umieszczony na nieco cieplejszym, białym tle.